# As the Palaces Burn
As the Palaces Burn drugi je studijski album američkog heavy metal-sastava Lamb of God. Diskografska kuća Prosthetic Records objavila ga je 6. svibnja 2003. Producenti su albuma Devin Townsend i članovi sastava. Do 2013. je prodan u više od 270 000 primjeraka.
Dana 11. studenoga 2013. objavljeno je ponovno izdanje albuma, na kojem se nalaze i dodatne demopjesme. Ponovno izdanje prodano je u više od 6400 primjeraka u prvom tjednu objave, zbog čega se pojavilo na 64. mjestu ljestvice Billboard 200. 

## Nagrade
Godine 2017. As the Palaces Burn pojavio se na 86. mjestu ljestvice 100 majboljih metal albuma svih vremena Rolling Stonea, a Dan Epstein pohvalio je produkciju Devina Townsenda jer je pomogla izoštriti gitarske rifove u pjesmama kao što "Vigil", "Ruin" i "11th Hour".

## Popis pjesama
Tekstovi i glazba: Lamb of God. 
| 1.    | »Ruin«                        | 3:54 |
| 2.    | »As the Palaces Burn«         | 2:24 |
| 3.    | »Purified«                    | 3:10 |
| 4.    | »11th Hour«                   | 3:44 |
| 5.    | »For Your Malice«             | 3:43 |
| 6.    | »Boot Scraper«                | 4:34 |
| 7.    | »A Devil in God's Country«    | 3:14 |
| 8.    | »In Defense of Our Good Name« | 4:10 |
| 9.    | »Blood Junkie«                | 4:23 |
| 10.   | »Vigil«                       | 4:42 |
| 37:58 |                               |      |

| Bonusove pjesme na ponovnom izdanju iz 2013. | Bonusove pjesme na ponovnom izdanju iz 2013. | Bonusove pjesme na ponovnom izdanju iz 2013. | Bonusove pjesme na ponovnom izdanju iz 2013. | Bonusove pjesme na ponovnom izdanju iz 2013. | Bonusove pjesme na ponovnom izdanju iz 2013. | Bonusove pjesme na ponovnom izdanju iz 2013. | Bonusove pjesme na ponovnom izdanju iz 2013. | Bonusove pjesme na ponovnom izdanju iz 2013. | Bonusove pjesme na ponovnom izdanju iz 2013. |
| Br.                                          | Skladba                                      | Trajanje                                     |                                              |                                              |                                              |                                              |                                              |                                              |                                              |
| -------------------------------------------- | -------------------------------------------- | -------------------------------------------- | -------------------------------------------- | -------------------------------------------- | -------------------------------------------- | -------------------------------------------- | -------------------------------------------- | -------------------------------------------- | -------------------------------------------- |
| 11.                                          | »Ruin« (demo)                                | 3:44                                         |                                              |                                              |                                              |                                              |                                              |                                              |                                              |
| 12.                                          | »As the Palaces Burn« (demo)                 | 2:26                                         |                                              |                                              |                                              |                                              |                                              |                                              |                                              |
| 13.                                          | »Blood Junkie« (demo)                        | 4:16                                         |                                              |                                              |                                              |                                              |                                              |                                              |                                              |
| 48:24                                        |                                              |                                              |                                              |                                              |                                              |                                              |                                              |                                              |                                              |

## Zasluge
| Lamb of God - Randy Blythe – vokal - Mark Morton – gitara - Willie Adler – gitara - John Campbell – bas-gitara - Chris Adler – bubnjevi Dodatni glazbenici - Chris Poland – gitara (na pjesmi 3.) - Steve Austin – gitara (na pjesmi 4.) | Ostalo osoblje - Devin Townsend – produkcija, inženjer zvuka; gitara (na pjesmi 7.) - Shaun Thingvold – miks - Louie Teran – mastering - K3N – grafički dizajn - Dennis Solomon – inženjer zvuka (pomoćnik) - Dan Kearley – inženjer zvuka (pomoćnik) - Caria Lewis – inženjer zvuka (pomoćnik) - Grant Rutledge – inženjer zvuka (pomoćnik) - Scott Cooke – inženjer zvuka (pomoćnik) - Petar Sardelich – inženjer zvuka (sola Chrisa Polanda) - Daragh McDonagh – fotografije |